# 4338 Velez
A 4338 Velez (ideiglenes jelöléssel 1985 PB1) a Naprendszer kisbolygóövében található aszteroida. Edward L. G. Bowell fedezte fel 1985. augusztus 14-én.